# Vere St Leger Goold
Vere Thomas St Leger Goold, född 2 oktober 1853, Waterford, County Cork, Irland, död 8 september 1909 som livstidsfånge på Djävulsön, var en irländsk tennisspelare.

## Tennisspelaren Goold

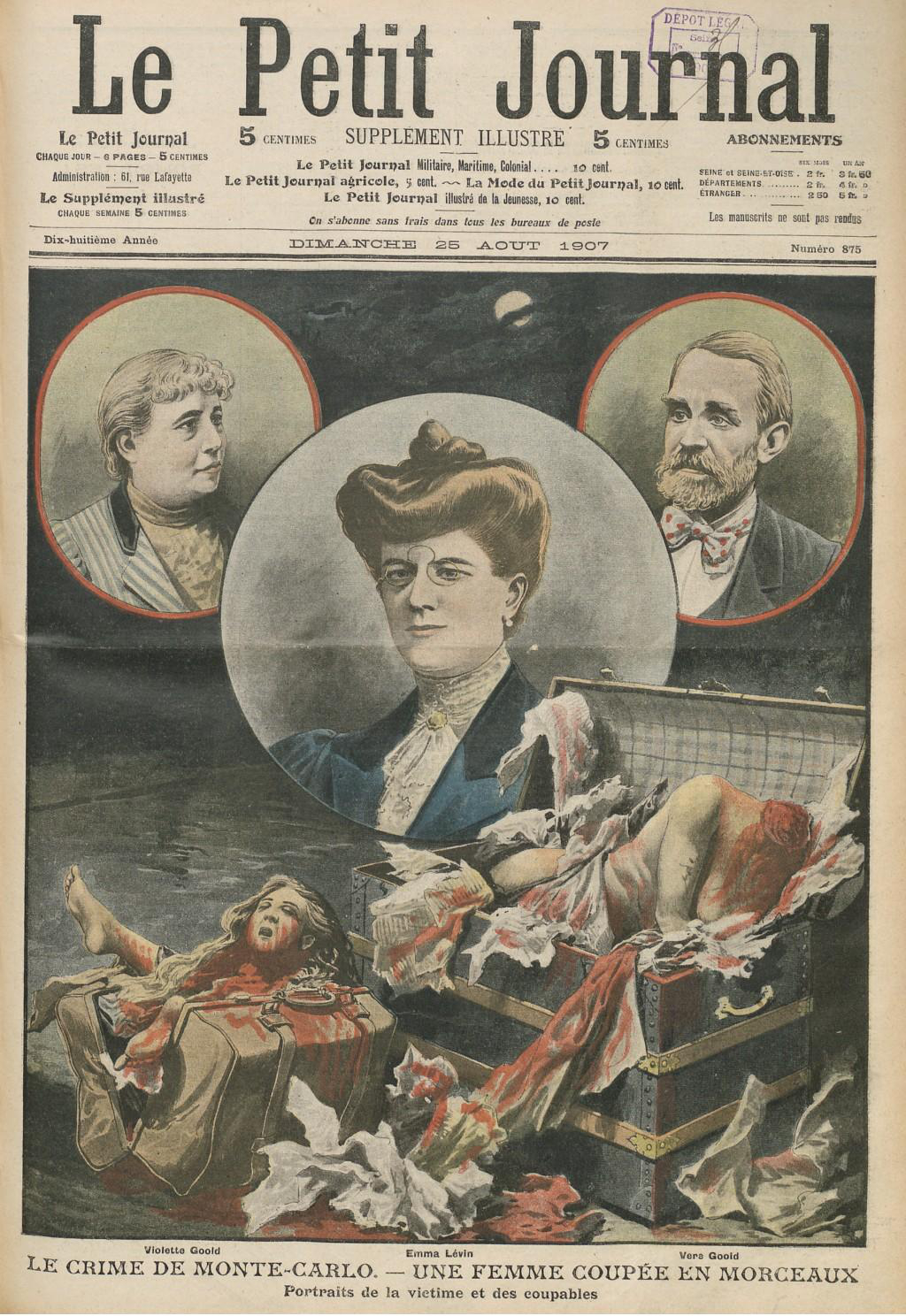

Vere St Leger Goold föddes som yngsta son till en irländsk baron. Han tillhörde de allra första irländarna som spelade det nya spelet tennis. Han blev medlem i den 1877 bildade tennisklubben Fitzwilliam Club i Dublin. År 1879 ordnade klubben den första internationella mästerskapsturneringen, Irish Open. Femton spelare ställde upp i mästerskapen, och St Leger Goold nådde finalen där han mötte landsmannen C. D. Barry. Goold vann med siffrorna 8-6, 8-6 och blev därmed den förste irländske manlige singelmästaren i tennis.   
Goold reste senare på sommaren till London där han ställde upp i Wimbledonmästerskapen som detta år, 1879, spelades för tredje gången. Han var en energifylld atletiskt byggd person som tillhörde de första tennisspelarna som med förkärlek spelade attacktennis framme vid nätet, ett spel som uppskattades av publiken. Han hade stor framgång i turneringen och nådde efter fyra matcher finalen i All Comers Round. Han mötte där den bollsäkre baslinjespelaren John Hartley som genom skickligt spel utmanövrerade Goold och segrade med siffrorna 6-4, 6-4, 6-3.
Goold fortsatte med turneringsspel på Irland fram till 1883. Han spelade i huvudsak dubbel, dock utan att vinna någon titel.

## Hasardspelaren och mördaren Goold
Vere St Leger Goold var efter att ha lämnat karriären som tennisspelare, framförallt hasardspelare. Han gifte sig 1891 med en fransyska, Marie Violet, med vilken han reste runt i olika länder och spelade om pengar. Paret bodde under ett antal år i Kanada, men hamnade slutligen i Monte Carlo i Monaco. Spellyckan växlade för paret, som ofta var utan pengar. De begick då ett antal stölder, men blev sedermera bekant med en svensk änka, Emma Liven, som lånade ut en större summa pengar och juveler till paret Goold. Pengarna spelades snabbt bort. I augusti 1907 besökte svenskan paret och begärde att få tillbaka det hon lånat ut. I det gräl som följde på detta, knivhögg Goold änkan till döds. Tillsammans lade paret den döda i en koffert som man tog med på tåget till Marseille. Där lät Goold stationspersonal ta hand om kofferten för att sända den till en adress i London. Personalen kände dock en märklig doft från kofferten, varför man lät öppna den. Därvid upptäcktes den mördade kvinnan. Paret Goold arresterades, och mot sitt nekande dömdes de båda till livstids fängelse. Hustrun sändes till fängelset i Montpellier där hon avled 1914. St Leger Goold sändes till Djävulsön där han avled redan efter ett år.       